# Bungay (Suffolk)
Bungay [ˈbʌŋɡi] ist eine britische Kleinstadt in Suffolk, East Anglia (Ostanglien), England. Es ist zugleich eine Gemeinde (Parish) und trägt den Titel einer Town.

## Geographie
Bungay liegt im District East Suffolk im nordöstlichen Suffolk am rechten Ufer des Flusses Waveney. Er bildet hier eine etwa zwei Kilometer nach Norden reichende Schlinge, an deren engster, etwa vierhundert Meter breiten Stelle die Altstadt liegt. Sie reicht auf der West- wie auf der Ostseite an den Fluss, der dort jeweils mit einer Brücke überquert werden kann. Da der Waveney hier die Nordgrenze von Suffolk bildet, grenzt Bungay in drei Richtungen an die Grafschaft Norfolk.
Benachbarte Gemeinden von Bungay sind, beginnend im Osten und dann im Uhrzeigersinn, Mettingham, St John, Ilketshall, St Margaret, Ilketshall, Flixton (The Saints Ward), Earsham, Ditchingham und Broome. Die drei letztgenannten liegen auf dem Gebiet von Norfolk. Nach Beccles sind es etwa sieben Kilometer flussabwärts. Die nächsten größeren Städte sind das an der ostenglischen Nordseeküste gelegene Lowestoft sowie Norwich, Verwaltungssitz von Norfolk, beide etwa 25 km entfernt. Zur Hauptstadt von Suffolk, Ipswich, sind es gut 50 km. Die Einwohnerzahl lag zum Zeitpunkt der Volkszählung 2011 bei 5127, 2017 bei geschätzten 5138. Die Fläche der Gemarkung beträgt 10,7 km².

## Geschichte
Die Besiedlung des Stadtgebietes in römischer Zeit lassen zahlreiche Einzelfunde sowie die Überreste einer durchführenden Römerstraße in der Umgebung vermuten. Der Borough Well, eine ummauerte Quelle, geht möglicherweise ebenfalls auf diese Zeit zurück. Im Bereich der Joyce Road bestand ein Friedhof aus frühester angelsächsischer Zeit (6. bis 7. Jahrhundert). In diese Phase wird auch die Entstehung des Namens als Bunincga-haye verortet mit der Bedeutung des eingefriedeten Geländes eines sächsischen Stammesführers namens Bonna.
Wichtige Landeigentümer im frühen 11. Jahrhundert waren ein Godric sowie Bischof Stigand. Nach der Eroberung Englands durch die Normannen 1066 ging deren Besitz an William de Noyers. Er gilt als derjenige, der zum Schutz vor der einheimischen Bevölkerung eine Motte an der Stelle der späteren Burg Bungay Castle errichten ließ. Im Domesday Book, entstanden im späten 11. Jahrhundert, nennt als Grundherren Stigand für 1066 und Warin, Sohn von Burnin für 1086. Es berichtet von 215 Haushalten, was die Siedlung als verhältnismäßig groß gelten lässt.
Mit dem Ausbau der Motte zu einer Burg unter Hugh Bigod und seinen Nachkommen entwickelte sich an deren Rand im Laufe des 12. Jahrhunderts das bis heute bestehende Straßensystem der Innenstadt. Bungay erhielt zunächst das Recht, im Mai und September jeweils eine Messe abzuhalten. Erweitert wurde dies 1382 von König Richard II. zur Durchführung eines Wochenmarktes an jedem Donnerstag, was bis heute praktiziert wird. Da Roger Bigod, 5. Earl of Norfolk keine Nachkommen hatte, fiel die Burg an die Krone. Sie kam nachfolgend in unterschiedliche Hände, verfiel aber zunehmend. 1382 wurde sie als alt, ruinenhaft und wertlos beschrieben. Das Städtchen hingegen florierte, wohl auch durch lokal ansässige Webereien und Gerbereien sowie den Handel entlang des Flusses.

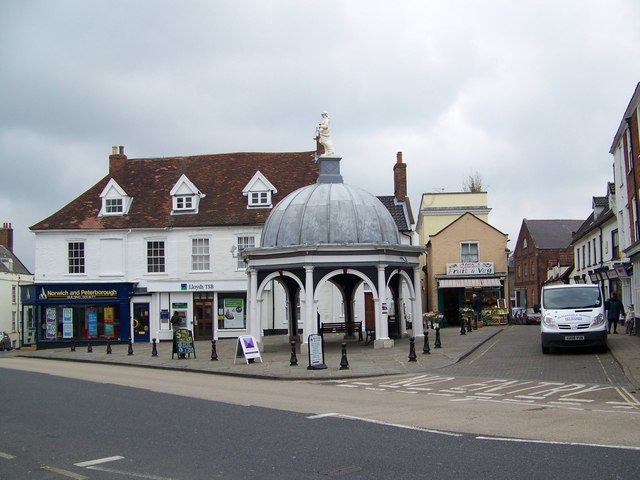
Marktplatz mit dem Butter Cross

Im März 1688 wurden weite Teile der Stadt durch einen Großbrand verwüstet. Dies betraf unter anderem das 1160 gegründete Benediktinerinnenkloster, die seit mindestens 1592 bestehende Schule, die Kirche St Mary, beiden Marktkreuze sowie die Häuser von 190 Familien. Der darauffolgende Wiederaufbau, der unter anderem auch einen großzügig gestalteten Marktplatz umfasste, hob die Stadt von anderen Orten in Ostengland ab und führte in der Folge dazu, dass Bungay zu einem beliebten Wohnort des Landadels wurde. Die Straßen waren gepflastert und beleuchtet, es gab eine große Auswahl unterschiedlicher Fachgeschäfte sowie zahlreiche Unterbringungsmöglichkeiten und Gaststätten. Der Aufschwung setzte sich auch im 18. und 19. Jahrhundert fort. Eines der beiden Marktkreuze, das Butter Cross mit seinem markanten Dach, erhielt 1754 eine Statue der Justitia aufgesetzt. 1773 wurde im Burghof ein Theater erbaut, im benachbarten Ditchingham entstand ein kleines Kurbad. Bungay erlangte so den Ruf eines „Klein-London“.

## Bungay heute
Bungay gilt heute als quirliges Kleinstädtchen und zugleich Ausgangspunkt für Ausflüge in die nähere Umgebung. Es gibt zwei Grundschulen und eine weiterführende Schule. Das um 1858 an einem anderen Standort als Fisher Theatre neu eröffnete Theater wurde später in ein Kino umgewandelt, heute fungiert es als Veranstaltungs- und Kulturzentrum. Die medizinische Versorgung stellt ein Ärztezentrum sicher, das nächstgelegene Krankenhaus befindet sich in Ditchingham.

## Politik und Verwaltung
Im System der traditionellen Grafschaften Englands zählten die beiden Teile von Bungay innerhalb Suffolks zur Wangford Hundred. Als kommunale Einheit ist Bungay erst 1910 entstanden aus dem Zusammenschluss von Bungay St Mary und Bungay Holy Trinity bei gleichzeitiger Heraufstufung zu einem Urban District. Mit Inkrafttreten des Local Government Act 1972 im April 1974 ging dieser im Distrikt Waveney auf, zugleich erhielt Bungay als sogenanntes „Successor Parish“ den Status einer Gemeinde, die den Titel einer Town trägt. Aufgrund der Fusion Waveneys mit Suffolk Coastal liegt Bungay seit April 2019 im Distrikt East Suffolk.
Bungay hat einen dreizehnköpfigen Gemeinderat, den Town Council, der von einem jährlich aus den eigenen Reihen neu gewählten Bürgermeister, dem Town Mayor, geleitet wird.
Eine Besonderheit, und heute nahezu einzigartig für England, ist das Bestehen eines Town Reeves, der an der Spitze einer Gruppe von Feoffees steht. Derartige Institutionen, zurückgehend auf die Zeit der Angelsachsen, führten auch in anderen Gemeinden Verwaltungsaufgaben durch, wurden dort aber im Laufe des späten 19. Jahrhunderts abgeschafft. Es gibt sie ansonsten noch in Ashburton in Devon sowie als Portreeve in Laugharne in Wales. In Bungay sind sie unter anderem als Treuhänder zuständig für Unterhalt und Verwaltung des Marktkreuzes, derjenigen landwirtschaftlichen Flächen, die sich im Eigentum der Stadt befinden sowie von 13 Sozialwohnungen, den Almhouses.

## Bauwerke
Der Druid’s Stone (auch Devil’s Stone oder Giant’s Grave genannt) ist ein Findling auf dem Friedhof von St Mary.
Insgesamt 190 Bauwerke und Anlagen auf dem Stadtgebiet werden als kulturhistorisch bedeutsam eingestuft. Dies sind als Listed Building in der höchsten Kategorie I die Kirchen Holy Trinity und St Mary sowie Bungay Castle und das Marktkreuz Buttercross, wobei die beiden letzteren zugleich als Scheduled Monument ausgewiesen sind. Weitere vier Bauwerke sind in der Kategorie II*, 181 in der Kategorie II eingestuft. Hinzu kommt mit den Castle Hills, Überresten der Befestigungsanlagen der Burg, ein weiteres Scheduled Monument.

## Black Dog of Bungay

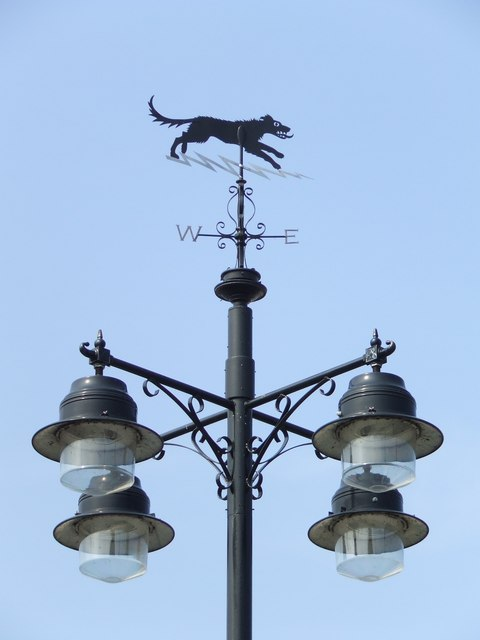
Der Black Dog als Wetterfahne

Einer Legende nach erschien am 4. August 1577 während eines schweren Unwetters der Teufel in Verkleidung eines großen schwarzen Hundes in der Stadt. Er attackierte eine Gruppe von Gläubigen, die sich betend in der Kirche St Mary versammelt hatte und tötete einige von ihnen. So plötzlich, wie er gekommen war, verschwand er wieder, nur um kurze Zeit später im zwanzig Kilometer entfernten Blythburgh aufzutauchen und ähnlich zerstörerisch zu wirken. Dieser Black Dog of Bungay findet sich heute als Helmzier im Stadtwappen, außerdem erinnern unter anderem eine Wetterfahne auf einer Straßenlaterne in Form eines Hundes an diese Begebenheit, die zur Gruppe der Sichtungen eines Black Shuck zählt.

## Verkehr
In Bungay trifft die A 143 auf ihrem Weg von Lowestoft nach Bury St Edmunds auf die von Halesworth heranziehende A 144.
1860 erhielt Bungay einen Bahnhof an der neuerbauten Waveney Valley Railway. Sie verband die Stadt mit Beccles und mit Tivetshall. 1953 wurde der Personen-, 1966 der Güterverkehr auf der Strecke eingestellt. Die Strecke ist mittlerweile abgebaut, auf ihrer Trasse verläuft heute die Umgehungsstraße der Stadt. Heute ist Bungay im öffentlichen Verkehr durch mehrere Buslinien erreichbar. Lokale Verkehrsbedürfnisse deckt ein bürgerbusähnliches System ab, das ursprünglich in Beccles entstand, mittlerweile aber auch die Gegend um Bungay umfasst.

## Persönlichkeiten

### Hier geboren
- Clarke Abel (1789–1826), Arzt, Naturforscher und Botaniker
- Andrew Gilding (* 1970), Dartspieler

### Bekannte Einwohner
Der Sänger Charlie Winston wuchs hier auf; die Schriftstellerin Elizabeth Jane Howard lebte und starb hier.